# Pararana gaofani
Espèce
Pararana gaofani est une espèce d'araignées aranéomorphes de la famille des Leptonetidae.

## Distribution
Cette espèce est endémique de Chine. Elle se rencontre au Jiangsu et au Anhui.

## Description
Le mâle holotype mesure 1,91 mm.
La femelle décrite par Wang, Liu, Yao, Shi et Liu en 2025 mesure 1,82 mm.

## Systématique et taxinomie
Cette espèce a été décrite par Lin et Li en 2022.

## Étymologie
Cette espèce est nommée en l'honneur de Fan Gao.

## Publication originale
- Lin, Zhao, Koh & Li, 2022 : « Taxonomy notes on twenty-eight spider species (Arachnida: Araneae) from Asia. » Zoological Systematics, vol. 47, no 3, p. 198-270 (texte intégral).